# ماثيو كوستيلو
ماثيو كوستيلو (بالإنجليزية: Matthew Costello)‏ (1948 في الولايات المتحدة)؛ كاتب، مؤلف وروائي أمريكي.

## روابط خارجية
- ماثيو كوستيلو على موقع IMDb (الإنجليزية)
- ماثيو كوستيلو على موقع ميوزك برينز (الإنجليزية)